# Anton Gustafsson Tolkar Iron Maiden
Anton Gustafsson Tolkar Iron Maiden (en español: Anton Gustafsson interpreta Iron Maiden) es el álbum debut de Anton Gustafsson (conocido como Anton Maiden) lanzado en 1999.

## Lista de canciones
- «Run to the Hills» (Steve Harris) - 3:52
- «The Trooper» (Harris) - 4:05
- «The Number of the Beast» (Harris) - 4:49
- «2 Minutes to Midnight» (Adrian Smith, Bruce Dickinson) - 6:02
- «Aces High» (Harris) - 4:06
- «Die With Your Boots On» (Smith, Dickinson, Harris) - 5:30
- «Hallowed Be Thy Name» (Harris) - 6:43
- «Rime of the Ancient» Mariner (Harris) - 12:52
- «Flight of Icarus» (Smith, Dickinson) - 3:58
- «Seventh Son of a Seventh Son» (Harris) - 10:21
- «Powerslave» (Dickinson) - 7:57